# Edward C. Walthall
Edward C. Walthall (Richmond, 1831. április 4. – Washington, 1898. április 21.) az Amerikai Egyesült Államok szenátora (Mississippi, 1885–1894 és 1895–1898).